# Tommy Holmgren
Tommy Holmgren (Palohournas, 9 gennaio 1959) è un ex calciatore svedese, di ruolo centrocampista.
È il fratello di Tord Holmgren, anch'egli calciatore.

## Palmarès

### Club

#### Competizioni nazionali
- Campionato svedese: 4

Göteborg: 1982, 1983, 1984, 1987
- Coppa di Svezia: 3

Göteborg: 1979, 1982, 1983

#### Competizioni internazionali
- Coppa UEFA: 2

Göteborg: 1981-1982, 1986-1987